# پودگورسکویه
پودگورسکویه (انگلیسی: Podgorskoye) یک شهرک در بخش کراسنوگفاردیسکی استان بلگورود کشور روسیه است.